# Яснище
Яснище (укр. Яснище) — село в Подкаменской поселковой общине Золочевского района Львовской области Украины.
Население по переписи 2001 года составляло 208 человек. Занимает площадь 0,545 км². Почтовый индекс — 80672. Телефонный код — 3266.